# 2004
Évszázadok: 20. század – 21. század – 22. század
Évtizedek: 1950-es évek – 1960-as évek – 1970-es évek – 1980-as évek – 1990-es évek – 2000-es évek – 2010-es évek – 2020-as évek – 2030-as évek – 2040-es évek – 2050-es évek
Évek: 1999 – 2000 – 2001 – 2002 –  2003 – 2004 – 2005 – 2006 – 2007 – 2008 – 2009
- A technológia nemzetközi éve
- A rizs nemzetközi éve (ENSZ)
- Az oktatás és sport nemzetközi éve
- A rabszolga-kereskedelemről és annak eltörléséről való megemlékezés nemzetközi éve (UNESCO)

## Események

### Január
- január 1.
  - Írország átveszi az Európa Tanács elnökségi posztját Olaszországtól.
  - Jaap de Hoop Scheffer (Hollandia) a NATO főtitkára.
- január 2. – Számos British Airways repülőjáratot törölnek biztonsági okokból.
- január 3. – A NASA MER-A (Spirit) szondája landol a Marson.
- január 20. – Németországban átadják a Weser-alagutat.

### Február
- február 3. – A KDE 3.2 és a KDevelop 3. kiadása.

### Március
- március 7. – Parlamenti választások Görögországban, ahol a Kosztasz Karamanlisz vezette Új Demokrácia (ND) fölényes győzelmet arat.[1]
- március 10. – Görögországban Kosztasz Karamanlisz alakít kormányt.
- március 11. – Az Al-Káida iszlám terrorszervezet 191 halálos áldozatot követelő robbantásos merényletsorozata Madridban, a helyiérdekű vasúti hálózat vonatain.
- március 14. – Vlagyimir Putyint másodszor is elnökké választják.[2]
- március 29. – A NATO bővülése 7 új tagállammal: Bulgária, Észtország, Lettország, Litvánia, Románia, Szlovákia, Szlovénia.

### Május
- május 1. – Az Európai Unió bővülése 10 tagállammal: Magyarország, Lengyelország, Litvánia, Lettország, Észtország, Csehország, Szlovákia, Szlovénia, Málta és Ciprus.
- május 2. – Leszek Miller lengyel kormányfő lemondása; ideiglenes kormányfő Marek Belka.
- május 24. – Mihăilești-i robbanás

### Június
- június 9. – Váratlan és pusztító erejű vihar söpör végig Budapesten és az ország egyes részein. Egy 29 éves fiatalember életét veszti egy rázuhanó konténer miatt.
- június 17. – Megjelenik az első „bluetooth”-on keresztül terjedő mobiltelefonra írt vírus.

### Július
- július 1.
  - Hollandia átveszi az Európa Tanács elnökségi posztját Írországtól.
  - A Cassini–Huygens űrszonda sikeresen pályára áll a Szaturnusz körül, majd megkezdi a gyűrűs bolygó és 31 ismert holdja négy évig tartó tanulmányozását.
  - Horst Köhler Németország köztársasági elnöke (elődje Johannes Rau).
- július 19. – Csehországban Stanislav Gross alakít kormányt.

### Augusztus
- augusztus 5. – A törökbálinti petárdaraktár-robbanás.
- augusztus 13–29. – A 2004. évi nyári olimpiai játékok Athénban.
- augusztus 22. – Ellopják Edvard Munch 'Sikoly' című művét (1893) az oslói Munch Múzeumból.
- augusztus 28. – Az ötödik Budapest Parádé.

### Szeptember
- szeptember 1. – Megkezdődik a beszláni tragédia. (Ingus és csecsen milicisták megszállták a beszláni iskolát évnyitó napján, a túszaikat – 1100 embert, ebből 770 gyermeket – a tornaterembe terelték. Részben a beszláni iskola elfoglalása, részben a három nap múlva a túszok kiszabadítására indított mentőakció 334 halálos áldozatot követelt, többségük gyerek volt.)[2]
- szeptember 2–23. – Ivan hurrikán
- szeptember 29.
  - Medgyessy Péter lemondása után Gyurcsány Ferenc lesz a miniszterelnök.[3]
  - Bihácstól mintegy 15 km.-re, a Magyar Honvédség 5 tonnás tehergépkocsija egy kanyarban kisodródik az útról; a teherautót vezető magyar katona meghal, társa megsérül. A balesetet a gépjármű vezető figyelmetlensége idézi elő.

### Október
- október 3. – II. János Pál pápa boldoggá avatja I. Károly utolsó osztrák császárt, egyben IV. Károly utolsó magyar királyt, akinek emléknapjául október 21-et jelöli ki.
- október 4. – Hivatalba lép az első Gyurcsány-kormány.
- október 15. – Lengyelország új miniszterelnöke Marek Belka ideiglenes kormányfő.
- október 17. – Fehéroroszországban – egy újabb referendum értelmében – nem korlátozzák az egy személy által betölthető államfői mandátumok számát. (Így 2006-ban, 2010-ben és 2015-ben Aljakszandr Lukasenka megnyerte harmadik, negyedik, majd ötödik elnökválasztását.)[4]
- október 28. – Teljes holdfogyatkozás, amely Magyarországon is látható.
- október 29. – A Ringier Kiadó Kft. bejelenti, hogy megszűnik a Magyar Hírlap című napilap.

### November
- november 1. – José Manuel Barroso lesz az Európai Bizottság elnöke.
- november 2. – George W. Bush elnök ismételt megválasztása  az Amerikai Egyesült Államokban.
- november 3. – A Magyar Honvédség állományából leszerel az utolsó sorkatona, ezzel megszűnik a sorkatonai szolgálat Magyarországon.
- november 11. – Jasszer Arafat halála után Mahmúd Abbász lesz a Palesztin Felszabadítási Szervezet (PFSZ) elnöke.
- november 9. – Kiadják a Mozilla Firefox 1.0-s változatát.
- november 15. – Colin Powell lemondása, utódja Condoleezza Rice.
- november 18. – Az Európai Bizottság elnöki székét Romano Proditól José Manuel Barroso veszi át.
- november 21. – Viktor Janukovics nyeri az ukrajnai elnökválasztást a hivatalos eredmények szerint; a csalást emlegető ellenzék utcára vitte narancssárgába öltözött híveit.
- november 22. – Hivatalba lép az Európai Bizottság, más néven az Első Barroso-bizottság.
- november 26. – A kínai Honan tartományban lévő Zsucsung gimnáziumának kollégiumában nyolc középiskolást halálra késel és négyet megsebesít egy férfi.[5]
- november 28. – A megismételt ukrajnai választáson Viktor Juscsenko diadalmaskodott.

### December
- december 2.

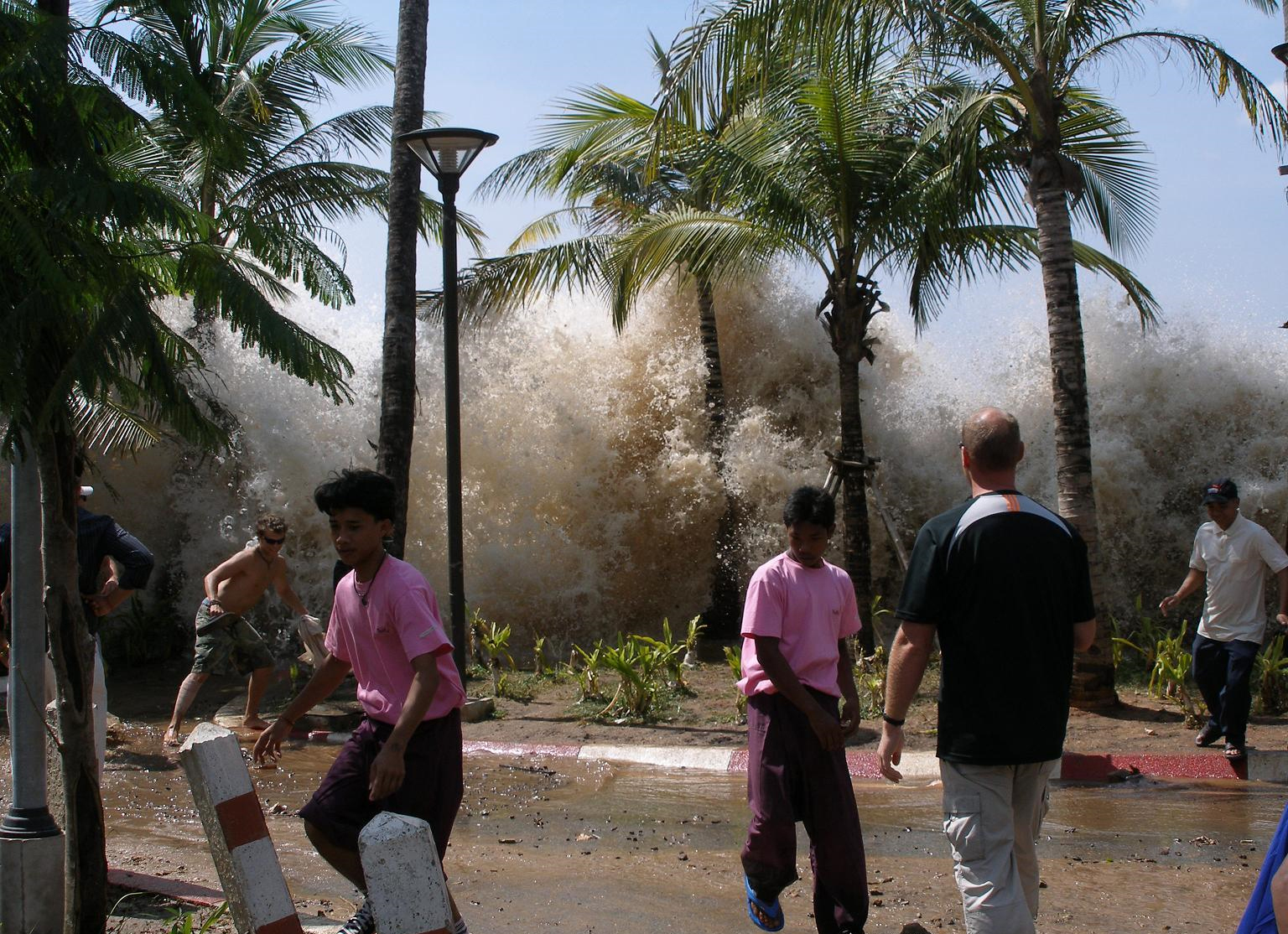
A karácsonyi cunami

  - Lettországban Aigars Kalvītis veszi át a kormány irányítását.
  - Boszniában a NATO SFOR egységei ünnepélyesen átadják a békefenntartási feladatokat az EUFOR erőknek.
- december 5. – Eredménytelen népszavazás Magyarországon a kettős állampolgárságról és az egészségügy privatizációjáról.[6]
- december 9. – Befejeződik a József Attila Tanulmányi és Információs Központ, a Szegedi Tudományegyetem könyvtárának építése.
- december 12. – Traian Băsescu nyeri az elnökválasztás második fordulóját Romániában.
- december 26. – A „Karácsonyi szökőár” (cunami vagy tsunami) Ázsia délkeleti részén, több mint 200 000 halott és eltűnt (köztük turisták a világ 10–15 országából), felbecsülhetetlen anyagi kár. A pusztítás központja a szumátrai Aceh tartomány, az érintett országok: India, Banglades, Srí Lanka, Mianmar, Thaiföld, Malajzia,  Indonézia, Szomália és Tanzánia.

## Az év témái

### 2004 az irodalomban
- Lois Lowry: Hírvivő

### 2004 a zenében
- Aerosmith: Honkin’ on Bobo
- Agnetha Fältskog: My Colouring Book
- Anastacia: Anastacia
- Akon: Trouble
- ATB: No Silence
- Avril Lavigne: Under My Skin
- Korda György Balázs Klári: Ugye szeretsz még?
- Brandy: Afrodisiac
- Bonnie Tyler: Simply Believe
- Nana: All Doors in Flight No. 7
- Bon-Bon: Kapod, amit látsz!
- Keane: Hopes and Fears
- Bryan Adams: Room Service
- Captain Jack: Music Instructor
- Chris Norman: Break Away
- Charlie: Greatest Hits 2.
- Joe Cocker: Heart & Soul
- Céline Dion: Miracle
- Cseh Tamás–Bereményi Géza: A véletlen szavai
- David Guetta: Guetta Blaster
- Desperado: Csak egy perc
- Destiny’s Child: Destiny Fulfilled
- Duran Duran: Astronaut
- Crystal: Trilógia
- Cseh Tamás, Másik János, Bereményi Géza: Az igazi levél nővéremnek
- Eichinger Tibor–Stefan Varga: West and East
- Eminem: Encore
- George Michael: Patience
- Gigi D’Agostino: L’Amour Toujours II.
- Girls Aloud: What Will the Neighbours Say?
- Green Day: American Idiot
- Groove Coverage: 7 Years and 50 Days
- Gwen Stefani: Love. Angel. Music. Baby.
- Halász Judit: Zenés mesék, mesés zenék: Kodály Zoltán – Háry János
- Heaven Street Seven: Szállj ki és gyalogolj!
- James Blunt: Back to Bedlam
- Janet Jackson: Damita Jo
- Juanes: Mi Sangre
- Jay Chou: Csi li hsziang (Common Jasmine Orange)
- Jem: Finally Woken
- Kanye West: The College Dropout
- Kelly Clarkson: Breakaway
- Kim Carnes: Chasin' Wild Trains
- Kovács Ákos: Az utolsó hangos dal
- Lisa Stansfield: The Moment
- Lenny Kravitz: Baptism
- Motörhead: Inferno
- Nancy Sinatra: Nancy Sinatra / Nancy & Lee 3
- Natasha Bedingfield: Umwritten
- Nelly: Sweat / Suit
- Nevergreen: Ősnemzés, majd bejelentették az ideiglenes szünetelést. Ez 2007-ig tartott
- Novák János–Cseh Tamás: Ady (megzenésített versei)
- Pa-dö-dő: Igen! Az idén is csináltunk új lemezt
- Papa Roach: Getting Away with Murder
- Pearl Jam: Live at Benaroya Hall és Rearviewmirror: Greatest Hits 1991-2003
- Pitbull: M.I.A.M.I.
- Queen: Queen on Fire – Live at the Bowl
- Rammstein: Reise, Reise
- Romantic: A szerelem hajnalán
- Robbie Williams: Greatest Hits
- Seal: Best 1991–2004
- Scissor Sisters: Scissor Sisters
- Scooter: Mind the Gap
- Snoop Dogg: R&G (Rhythm & Gangsta): The Masterpiece
- Shakira: Live & Off the Record
- Sweetbox: After the Lights
- Sylver: Nighttime Calls
- Szklenár Gabi: Hazudj még nekem!
- Tankcsapda: A Legjobb Mérgek (Best Of 1989-2004)
- TNT: TNT Koncert a Kisstadionban
- Thalía: Greatest Hits (EMI); Grandes éxitos (Fonovisa/Univision)
- Tóth Vera: Ébren álmodom
- Unisex: 2.0 / Rád találok
- United: Graffiti
- V-Tech: Lírák
- Westlife: Allow Us to Be Frank
- Slipknot: Vol.3:The Sublimital Verses
- Nightwish: Once, Nemo, Wish I Had An Angel, Kuolema Tekee Tait elijan
- Zanzibar: Az igazi nevem
- Zámbó Jimmy: Szeptember volt
- Zsédenyi Adrienn: Zséda-Vue

### 2004 a sportban
- augusztus 13. – augusztus 29. XXVIII. Nyári olimpiai játékok Athén, Görögország, 201 ország részvételével.
- Michael Schumacher megszerzi hetedik Formula–1-es világbajnoki címét a Ferrari csapattal.
- A Ferencváros nyeri az NB1-et. Ez a klub 28. bajnoki címe.
- január 25. – Fehér Miklós (labdarúgó) a SL Benfica játékosaként a Vitória SC elleni bajnoki mérkőzésen, miután Sárga lapos figyelmeztetést kapott, a pályán összeesett, és meghalt.

### 2004 a televízióban
- május 12. és május 15. – Eurovíziós Dalfesztivál 2004.

## Születések
- január 3. – Carlos Baleba kameruni labdarúgó
- január 4. – Victor Wembanyama francia kosárlabdázó
- január 6. – Fernando Ovelar paraguayi labdarúgó
- január 26. – Addison Riecke amerikai színésznő
- február 3. – Scoot Henderson amerikai kosárlabdázó
- február 6. – Amir Wilson angol színész
- február 19. – Millie Bobby Brown brit színésznő
- február 29. – Abduqodir Xusanov üzbég labdarúgó
- március 13. – Cori Gauff amerikai teniszezőnő
- március 27. – Amira Willighagen holland énekesnő
- április 23. – Teagan Croft ausztrál színésznő
- május 26. – Farkas Bianka magyar színésznő
- június 8. – Francesca Capaldi amerikai színésznő
- június 23. – Alekszandra Vjacseszlavovna Truszova orosz műkorcsolyázó
- augusztus 18. – Rostás Dorina roma nemzetiségű magyar énekesnő
- augusztus 19. – Tabatabai Nejad Flóra magyar zenész, énekes, színésznő
- augusztus 25. – Csang Tien-ji kínai rövidpályás gyorskorcsolyázó, ifjúsági olimpikon
- október 3. – Noah Schnapp kanadai színész
- október 26. – Patrick Dorgu dán labdarúgó
- november 7. – Tobias Wolf osztrák rövidpályás gyorskorcsolyázó, ifjúsági olimpikon
- december 14. – Szűcs Anna Viola magyar szinkronszínésznő
- december 21. – Berecz Kristóf Uwe magyar színész

## Halálozások 2004-ben
- január 25.
  - Karai János magyar gépészmérnök, egyetemi tanár (* 1928)
  - Fehér Miklós magyar válogatott labdarúgó (* 1979)
- április 22. – Bori Imre író, irodalomtörténész, kritikus (* 1929)
- július 1. – Marlon Brando, kétszeres Oscar-díjas amerikai filmszínész (* 1924)
- július 28. – Francis Crick, angol biológus és biofizikus (* 1916)
- november 28. – Bubik István, Jászai Mari-díj-as magyar színművész (* 1958)

## Nobel-díjak
| Béke         | Wangari Maathai (Kenya)                                    | „Közreműködéséért a fenntartható fejlődés, a demokrácia és béke érdekében”.                |
| Fizikai      | David J. Gross, David Politzer, Frank Wilczek (USA)        | „Az erős kölcsönhatás elméletében szerepet játszó aszimptotikus szabadság felfedezéséért”. |
| Közgazdasági | Finn Kydland (Norvégia), Edward Prescotta (USA)            | A dinamikus makroökonómia terén elért eredményeikért.                                      |
| Irodalmi     | Elfriede Jelinek (Ausztria)                                | osztrák írónő                                                                              |
| Kémiai       | Aaron Ciechanover, Avram Hersko (Izrael), Irwin Rose (USA) | A fehérjék lebontásával kapcsolatos kutatásokban elért kiemelkedő eredményekért.           |
| Orvosi       | Richard Axel, Linda B. Buck (USA)                          | A szaglórendszer működésének leírásáért.                                                   |